# Jeantaud

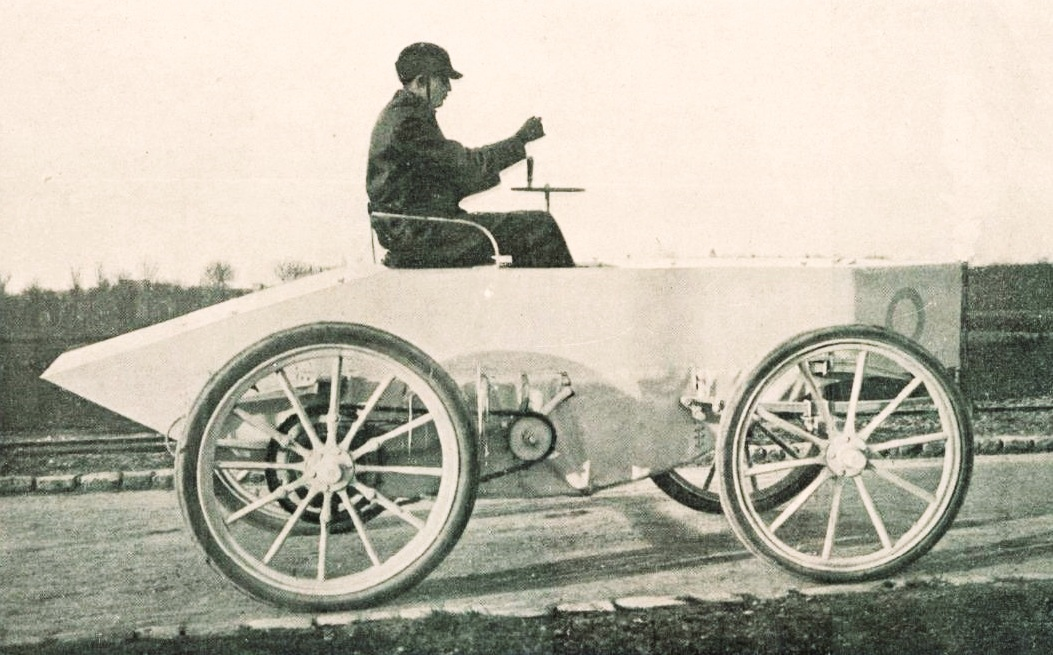
Jeantaud Duc eléctrico, con Gaston de Chasseloup-Laubat al volante (1899)

El Jeantaud era un automóvil francés fabricado en París desde 1893 hasta 1907. La empresa fue el fruto del trabajo de Charles Jeantaud, un carrocero que construyó su primer transporte eléctrico en 1881.  Entre otros vehículos,  construyó el primer coche para batir un récord de velocidad en tierra con una marca de 63.15 km/h, conducido por Gaston de Chasseloup-Laubat. También diseñó cupés y taxis hansom. En estos últimos, el conductor iba sentado en una posición elevada en la parte de atrás. Algunos de sus coches utilizaban un inusual sistema de dirección. De 1902 a 1904, Jeantaud comercializó una gama de coches con motores de gas similares a los Panhard de 1898.

## Especificaciones
El Jeantaud Duc Profilée de 1899 se impulsaba por un motor eléctrico de 36 CV. El coche pesaba alrededor de 1400 kg y transmitía la tracción a las ruedas traseras a través de una caja de cambios asociada a una cadena. El Profilée fue diseñado para ser más aerodinámico que su hermano más antiguo, teniendo los dos extremos de la carrocería puntiagudos, lo que le permitió batir el récord del GCA Dogcart (78,8 km/h) el 4 de marzo de 1899, consiguiendo una velocidad de 91,7 km/h. Su registro, aun así, fue batido en seguida por el más famoso La Jamais Contente, el primer coche específicamente construido para batir un récord de velocidad, lo que logró el mismo día con una marca de 104,6 km/h.